# SOPMOD

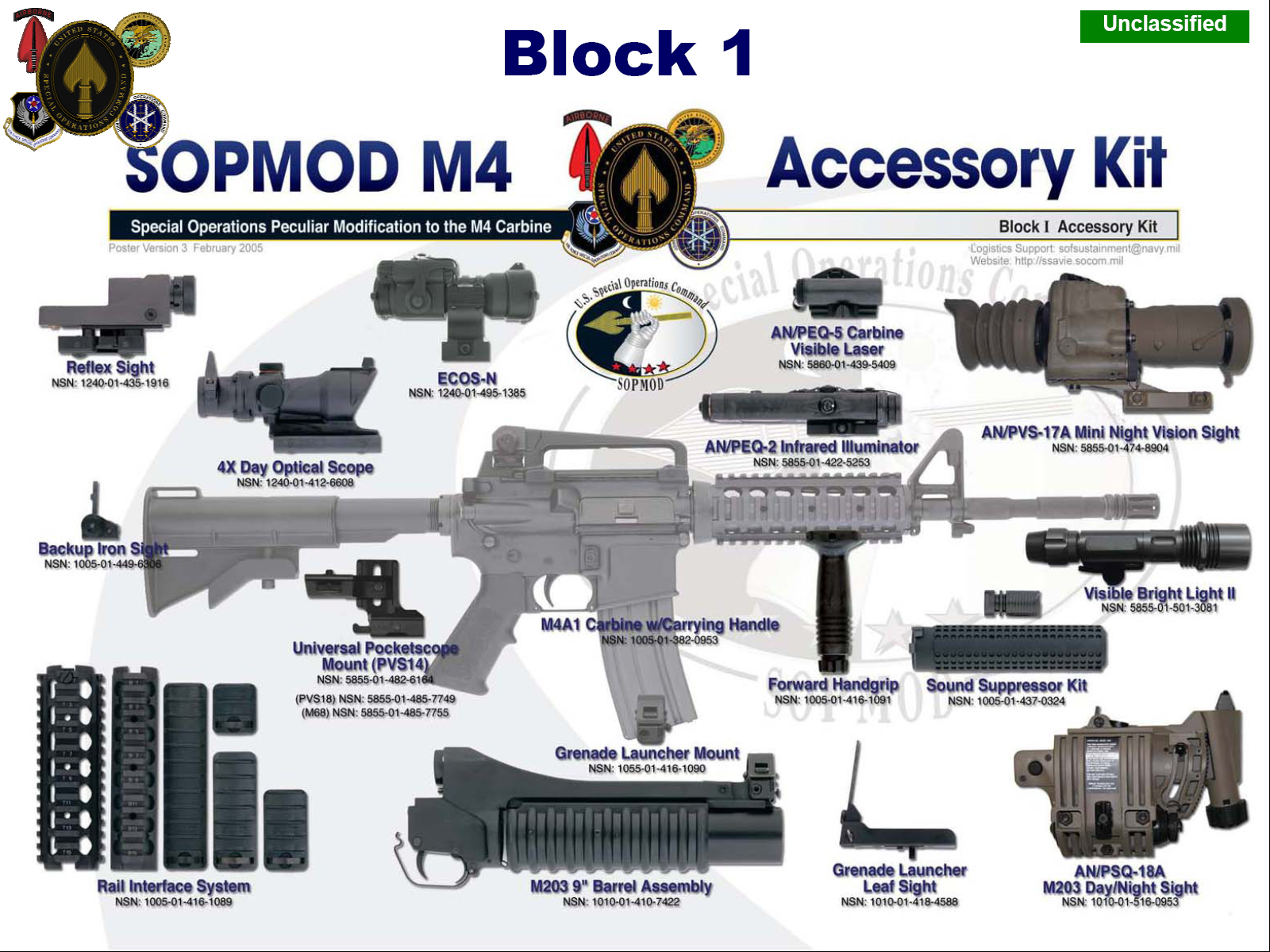
Компоненти SOPMOD з набору Block I

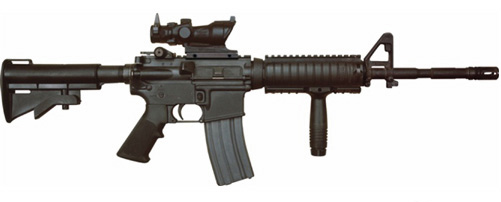
Карабін M4A1 з встановленим додатковим оснащенням з набору SOPMOD

SOPMOD (англ. Special Operations Peculiar MODification) — програма зі створення уніфікованого набору додаткового оснащення для стрілецької зброї, що перебуває на озброєнні сил спеціального призначення країн НАТО.

## Історія
Програма веде свою історію з вересня 1989 року. Запущена за завданням Центру наземних операцій ВМФ США. Відповідальність за виконання завдань програми несе Naval Surface Warfare Center Crane Division. Спочатку передбачалося, що більша частина приладдя першого етапу програми повинна бути остаточно списана в 2013 році, тобто тоді, коли останні зразки карабіна М4 будуть зняті з озброєння спецназу армії США.
За даними на серпень 2014 року, термін завершення проекту не встановлено.

## Характеристика
Розробка і виробництво окремих елементів здійснюється компаніями Knight's Armament Company, Insight Technology, Trijicon і т.д. Оснащення включає в себе оптичні і коліматорні приціли, рушничні ліхтарі, лазерні цілевказувачі, передні рукояті і т.п. під широкий спектр озброєння, використовуваного силами спецпризначення (USSOCOM), а саме: штурмові гвинтівки SCAR, CQBR , M4, АК, G3, FN FAL, StG 44, і M14, кулемети M249 SAW, MG42 і M240, великокаліберні кулемети M2-HB, гранатомети Mk 19, пістолети-кулемети (Мр-5, Kriss V, FN P 90) і т.д. Крім розробки додаткового «обважування», в рамках програми також були впроваджені деякі удосконалення в конструкцію карабіна M4, наприклад: двосторонній перекладач режиму вогню, вдосконалений механізм видалення гільз і т.д.